# Peccia (fiume Svizzera)
Il Peccia è un fiume svizzero, tributario della Maggia, che scorre nella Val Peccia.

## Percorso
Il fiume,  lungo circa 19 km, riceve diversi affluenti, tra i quali Ri della Froda, il Ri della Cròsa e il Ri della Sèra. Inoltre, bagna diversi paesini tra i quali Sant'Antonio, Piano di Peccia, San Carlo, Cortignelli, Veia e Peccia: all'altezza di quest'ultimo il fiume confluisce nella giovane Maggia.
Nel paesino di Piano di Peccia, in Val Peccia, si trova un bacino di compenso i quali afflussi, aggiunti ai deflussi dalle centrali Bavona e Peccia, alimentano poi la centrale Cavergno.